# Волков, Альберт Дмитриевич
Альберт Дмитриевич Волков (род. 6 декабря 1932) в селе Иваньково-Ленино Алатырского района Чувашской АССР— генерал-майор авиации ВВС СССР, начальник Борисоглебского высшего военного авиационного училища лётчиков в 1976—1980 годах, заслуженный военный лётчик СССР (1978).

## Биография
Учился в 9-й Казанской спецшколе ВВС в 1947—1950 годах и во Фрунзенском училище лётчиков в 1950—1953 годах. В 1953—1964 годах прошёл путь от лётчика до заместителя командира авиационной эскадрильи, командовал эскадрильей при 75-й воздушной армии (Львов).
В 1965 году нёс службу в составе группы военных специалистов во Вьетнаме, был старшим авиационной группы по оказанию помощи Вьетнаму по отражению американской агрессии. Совершил 135 боевых вылетов. В 1966—1970 годах — слушатель ВВА имени Ю. А. Гагарина.
В 1970—1975 годах — командир 159-го истребительного авиационного полка 4-й воздушной армии (гарнизон Ключево). В 1975—1976 — заместитель начальника Краснодарского высшего военного авиационного училища лётчиков по лётной подготовке.
Занимал пост начальника Борисоглебского высшего военного авиационного ордена Ленина Краснознаменного училища летчиков имени Чкалова с 15 декабря 1976 года по 15 мая 1980 года. Генерал-майор авиации (21 апреля 1979). В 1980—1983 годах — заместитель командующего ВВС Московского военного округа по боевой подготовке и член Военного совета ВВС Московского военного округа. Советник главкома ВВС и ПВО Эфиопии в 1983—1986 годах.
В запасе с 1987 года. В 1987—2017 годах был активистом ветеранского движения Москвы.

## Награды
- Орден Красной Звезды (1973, 1975)[1]
- Орден «За службу Родине в Вооружённых Силах СССР» III степени (1976)[1]
- Заслуженный военный лётчик СССР (17 августа 1978)[1]
- Юбилейная медаль «40 лет Вооружённых Сил СССР» (18 декабря 1957)[3]
- Юбилейная медаль «50 лет Вооружённых Сил СССР» (26 декабря 1967)[3]
- Медаль «В ознаменование 100-летия со дня рождения Владимира Ильича Ленина» (1970)[3]
- Юбилейная медаль «60 лет Вооружённых Сил СССР» (28 января 1978)[3]
- иные медали[2]